# 丁原洪
丁原洪（1931年11月—），山东日照东港区涛雒镇人。中华人民共和国政治人物、外交官。
- 1949年考入燕京大学西方语言文学系。1952年底提前毕业，调外交部工作。
- 1950年代在罗马尼亚工作。其后在外交部苏联东欧司主管罗马尼亚事务。
- 1960年代，作为中国政府代表团顾问、团员，参加了中苏边界谈判。
- 1970年代，作为外交部美国处处长，参与了从打开中美关系大门到中美两国正式建交的全过程。
- 1980年代，先后任外交部政策研究室副主任、主任。
- 1987年，驻联合国
- 1990年10月，接替蔡方柏，担任中华人民共和国驻瑞士大使[1]。1992年，由辛福坦接任。
- 1992年8月，接替夏道生，担任中华人民共和国驻比利时大使[2]，兼任驻欧盟代表团团长。1997年，由宋明江接任。
- 1997年7月奉调回国，被任命为外交部大使，负责亚欧会议。